# Першино (Киржачский район)
Пе́ршино — посёлок в Киржачском районе Владимирской области России. Административный центр Першинского сельского поселения.
Население — 1622 чел. (2021). По статистике на 1 января 2016 года постоянных жителей в посёлке 1329.

## География
Посёлок расположен в 11 км от центра города Киржача на берегах реки Шерны. В посёлке имеется 12 улиц и микрорайон. Название населённого пункта произошло от реки Перши, которая при осушении болот для торфоразработок ушла под землю.

## История
В 1938 году научно-исследовательская экспедиция обнаружила залежи торфа размером более 600 га недалеко от деревни Грибаново. Годом позднее в связи с торфоразработками в этих местах появился посёлок Першино. Для транспортировки торфа из посёлка в 1942 году была построена узкоколейная железная дорога Киржач — Першино. Посёлок входил в состав Храпковского сельсовета Киржачского района, с 1959 года — в составе Федоровского сельсовета, с 1984 года — административный центр Першинского сельсовета.
Школа в Першино появилась в 1952 году и была перестроена в 1992 году.

## Население
| 1959  | 1970 | 1979  | 1983  | 2002  | 2006  | 2010  |
| ----- | ---- | ----- | ----- | ----- | ----- | ----- |
| 965   | ↗979 | ↗1196 | ↗1438 | ↘1369 | ↗1380 | ↗1497 |
| 2021  |      |       |       |       |       |       |
| ↗1622 |      |       |       |       |       |       |

## Экономика
В Першине находятся Першинский филиал ОАО НПО «Наука», Официальное представительство группы компаний «ЗОВ» в России ООО «Меркато».
Недалеко от посёлка находятся залежи торфа.
В апреле 2010 года посёлок был газифицирован.

## Климат
Климат умеренно континентальный. Средняя температура июля составляет +18,2 градуса по Цельсию, января −10,6 градуса, среднегодовое количество осадков 580 мм.
Средняя годовая температура — плюс 3,5 градуса по Цельсию, абсолютный минимум — минус 46 градусов, абсолютный максимум — плюс 37 градусов.
Самый холодный месяц — январь. Самый тёплый месяц — июль.

## Инфраструктура
В Першине находятся детский сад № 19, средняя школа, детская школа искусств, врачебная амбулатория, дом культуры, библиотека. Там также имеется ЖКХ, почтовое отделение № 601023, сберкассы.
В начале апреля 2015 года было получено положительное заключение экспертизы по газификации поселка. Проект был разработан и реализован компанией "ЗемКом М5". Архивная копия от 4 марта 2016 на Wayback Machine

## Русская православная церковь
Церковь Иконы Божией Матери Владимирской

## Памятники
Мемориал «Вечная память павшим»